# Samoamyzomela
Samoamyzomela (Myzomela nigriventris) är en fågel i familjen honungsfåglar inom ordningen tättingar.

## Utbredning och systematik
Fågeln förekommer förekommer i Samoa på öarna Upolu, Savai'i och Tutuila. Tidigare behandlades den som underart till kardinalmyzomela (Myzomela cardinalis).

## Status
IUCN erkänner den inte ännu som egen art, varför dess hotstatus inte bedömts.